# (474095) 2016 LE4
(474095) 2016 LE4 es un asteroide perteneciente al cinturón de asteroides, descubierto el 21 de septiembre de 1995 por el equipo del Spacewatch desde el Observatorio Nacional de Kitt Peak, Arizona, Estados Unidos.

## Designación y nombre
Designado provisionalmente como 2016 LE4.

## Características orbitales
2016 LE4 está situado a una distancia media del Sol de 2,644 ua, pudiendo alejarse hasta 3,044 ua y acercarse hasta 2,243 ua. Su excentricidad es 0,151 y la inclinación orbital 10,14 grados. Emplea 1570 días en completar una órbita alrededor del Sol.

## Características físicas
La magnitud absoluta de 2016 LE4 es 17,187.